# Видеография VIXX

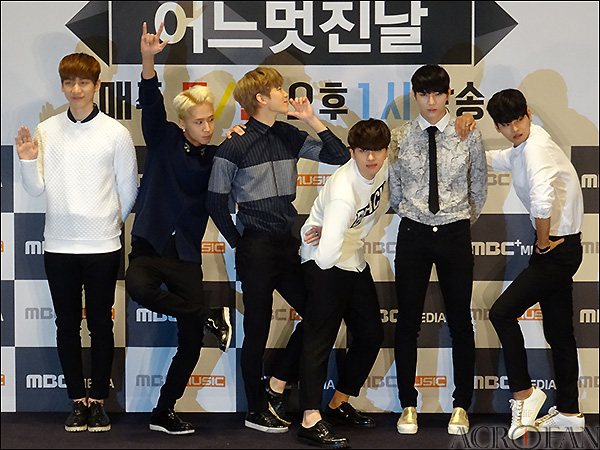
VIXX на конференции One Fine Day, 2015 г.

Это видеография южнокорейской мужской группы VIXX и их подразделения VIXX LR, сформированные под руководством Jellyfish Entertainment. Их заметные групповые действия перечислены ниже, в целом VIXX и VIXX LR выпустили в общей сложности семнадцать музыкальных видеоклипов, два видеоальбома и два сезона реалити-серий на YouTube канале под названием VIXX TV.

## Веб-сериал

### VIXX TV
VIXX TV — это продолжающееся реалити-шоу на YouTube, которая предоставляет поклонникам посмотреть на участников, когда они занимаются различными делами с иной стороны, часто демонстрируя более беззаботную сторону VIXX за пределами сцены, а также снабжая поклонников и зрителей новостями и информацией о них. Эпизоды загружаются на официальный канал VIXX YouTube и включает в себя субтитры на английском языке. Первый сезон VIXX TV (стилизованный под VIXX TV1) состоит из ста эпизодов, которые различаются по длине. Сезон длился с 16 июня 2012 по 27 мая 2014 года. Второй сезон VIXX TV (стилизованный под VIXX TV2) начался 17 сентября 2014 года с эпизодов, которые различаются по длине и все еще продолжается.

## Видеография

### Музыкальные видеоклипы
| Год       | Песни                               | Другие версии                         | Руководитель          | Заметки                                     |
| Корейский | Корейский                           | Корейский                             | Корейский             | Корейский                                   |
| --------- | ----------------------------------- | ------------------------------------- | --------------------- | ------------------------------------------- |
| 2012      | «Super Hero»                        |                                       | Хон Вон Ки (Zanybros) | Дебютный сингл                              |
| 2012      | «Rock Ur Body»                      |                                       | Хон Вон Ки (Zanybros) | Участие Дасом из SISTAR                     |
| 2013      | «On and On»                         |                                       | Сон Вон Ён            |                                             |
| 2013      | «Hyde»                              |                                       | Хон Вон Ки (Zanybros) |                                             |
| 2013      | «G.R.8.U»                           |                                       | Хон Вон Ки (Zanybros) |                                             |
| 2013      | «Girls, Why?»                       |                                       | Хон Вон Ки (Zanybros) | Сотрудничество с OKDAL                      |
| 2013      | «Only U»                            |                                       | Хон Вон Ки (Zanybros) |                                             |
| 2013      | «Voodoo Doll»                       | Чистая версия                         | Хон Вон Ки (Zanybros) |                                             |
| 2014      | «Thank You for Being Born»          |                                       | N/A                   | Монтажное видео                             |
| 2014      | «Eternity»                          | Танцевальная версия                   | Хон Вон Ки (Zanybros) |                                             |
| 2014      | «Error»                             | Танцевальная версия                   | Хон Вон Ки (Zanybros) | Участие Ёнджи из KARA                       |
| 2015      | «Chained Up»                        |                                       | GDW                   |                                             |
| 2015      | «Love Equation»                     |                                       | LUMPENS               | Особый сингл альбом                         |
| 2015      | «Beautiful Liar»                    |                                       | Hwang Sue Ah          | ебютный сингл VIXX LR, первый суб-юнит VIXX |
| 2016      | «Dynamite»                          |                                       | VM Project / FLIPEVIL | Участие Наён из Gugudan                     |
| 2016      | «Fantasy»                           | - Версия представления - Драма версия | VM Project / FLIPEVIL | Участие Наён из Gugudan                     |
| 2016      | «The Closer»                        |                                       | Шин Хи Вон            | Участие Наён из Gugudan                     |
| 2016      | «Milky Way»                         |                                       | Bishop                |                                             |
| Японский  |                                     |                                       |                       |                                             |
| 2014      | «Error» (Short Version)             |                                       | Хон Вон Ки (Zanybros) | Японский дебютный сингл                     |
| 2015      | «Can’t Say» (Short Version)         |                                       | N/A                   |                                             |
| 2016      | «Depend On Me» (Short Version)      |                                       | N/A                   |                                             |
| 2016      | «Hana-Kaze» (花風?) (Short Version) |                                       | N/A                   | 3-й японский сингл                          |
| Китайский |                                     |                                       |                       |                                             |
| 2015      | «Destiny Love»                      |                                       | N/A                   | Монтажное видео                             |
| 2015      | «Chained Up»                        |                                       | GDW                   |                                             |

#### Jelly Christmas
Совместное рождественское сотрудничество.
| Год  | Песня                    | Альбом                             | Заметки                                                               |
| ---- | ------------------------ | ---------------------------------- | --------------------------------------------------------------------- |
| 2012 | «Because It’s Christmas» | Jelly Christmas 2012 Heart Project | VIXX с Сан Си Кён, Пак Хе Шин, Ли Сок Хун и Со Ин Гук                 |
| 2013 | «Winter Confession»      | 겨울 고백 (Jelly Christmas 2013)   | VIXX с Сан Си Кён, Пак Хе Шин, Ли Сок Хун, Со Ин Гук и Littl e Sister |
| 2015 | «Love In The Air»        | Jelly Christmas 2015 — 4랑         | VIXX с Со Ин Гук, Пак Джун А, Пак Ю Ха и Ким Гёсон                    |

### Музыкальные видеоклипы
Перед дебютом N, Лео, Хонбин и Рави принимали участие в видеоклипах Brian Joo «Let This Die». N, Лео и Рави также были представлены в «Shake It Up» Со Ин Гука. Хонбин снялся в «Tease Me» того же певца.
Примечание: для выступлений отдельных участников см. их статьи.
| Год  | Музыкальные видеоклипы                                                                  | Артист                    | Member(s)                | Notes                                |
| ---- | --------------------------------------------------------------------------------------- | ------------------------- | ------------------------ | ------------------------------------ |
| 2011 | «Shake It Up» Архивная копия от 25 июня 2017 на Wayback Machine                         | Со Ин Гук                 | N, Leo, and Ravi         | Предебют                             |
| 2012 | «Let This Die» Архивная копия от 4 декабря 2016 на Wayback Machine                      | Brian Joo                 | N, Leo, and Ravi         | Предебют                             |
| 2012 | «Let This Die» (Extended Eng Ver.) Архивная копия от 14 октября 2016 на Wayback Machine | Brian Joo                 | N, Leo, Ravi and Hongbin | Предебют                             |
| 2012 | «Tease Me» Архивная копия от 9 марта 2016 на Wayback Machine                            | Со Ин Гук                 | Hongbin                  | Предебют                             |
| 2014 | «Peppermint Chocolate» Архивная копия от 4 января 2017 на Wayback Machine               | K.Will, MAMAMOO, Wheesung | N and Hongbin            | Танцоры наряду с участницами MAMAMOO |
| 2014 | «Stress Come On» Архивная копия от 16 апреля 2016 на Wayback Machine                    | Биг Бён с N и Хёком       | Биг Бён с N и Хёком      | Дебютный сингл Биг Бёна              |
| 2015 | «Ojingeo Doenjang» Архивная копия от 14 января 2017 на Wayback Machine                  | Биг Бён с N и Хёком       | Биг Бён с N и Хёком      | Второй сингл Биг Бёна                |

### Видеоальбомы
| Год  | Альбом                                 | Заметки                                 |
| ---- | -------------------------------------- | --------------------------------------- |
| 2014 | VIXX The First Special DVD «VOODOO»    |                                         |
| 2015 | VIXX LIVE FANTASIA UTOPIA in SEOUL DVD | Живая запись их Utopia концерта в Сеуле |
| 2017 | VIXX LIVE FANTASIA ELYSIUM DVD         |                                         |

## Фильмография
Заметки: Чтобы посмотреть индивидуальную фильмографию участника, смотрите их статьи

### Реалити шоу
| Год  | Канал        | Название                                    | Заметки                                                     |
| ---- | ------------ | ------------------------------------------- | ----------------------------------------------------------- |
| 2012 | Mnet         | MyDOL                                       | Предебютное шоу выживания VIXX (8 эпизодов)                 |
| 2012 | SBS MTV      | VIXX’s MTV Diary                            | Премьера состоялась 15 июня (64 эпизода)                    |
| 2013 | SBS MTV      | Plan V Diary                                | Премьера состоялась 2 апреля (5 эпизодов)                   |
| 2013 | Mnet Japan   | VIXX File                                   | Транслировалось в 2013 в Японии на Mnet Japan (12 эпизодов) |
| 2015 | MBC Music    | VIXX’s One Fine Day                         | Групповой отдых на Чеджудо (8 эпизодов)                     |
| 2016 | Fuji TV NEXT | Project VIXX ~Invaders from Space~          | Трансляция проходила 31 января 2016 в Японии                |
| 2016 | Fuji TV NEXT | Project VIXX 2 ~Invaders from Space Return~ | Трансляция 29 июля 2016 в Японии                            |
| 2017 | skyTravel    | ASIA LOVED BY VIXX                          | Групповая поездка во Вьетнам и Камбоджу (6 эпизодов)        |

### Драма
| Год  | Канал | Название     | Участники | Роль       | Заметки           |
| ---- | ----- | ------------ | --------- | ---------- | ----------------- |
| 2013 | SBS   | The Heirs    | Все       | Самих себя | Камео (4 эпизод)  |
| 2014 | SBS   | Glorious Day | Лео и Хёк | Самих Себя | Камео (43 эпизод) |

### Развлекательные
| Год  | Канал      | Название                             | Участники            | Заметки                        |
| ---- | ---------- | ------------------------------------ | -------------------- | ------------------------------ |
| 2012 | MBC Music  | All the K-pop                        | N и Хонбин           | Гость, эпизод № 7, 8           |
| 2013 | MBC Music  | All the K-pop                        | N, Хонбин и Кен      | Гость, эпизод № 23, 24, 34 ,35 |
| 2013 | MBC Music  | All the K-pop                        | Все                  | Гость, эпизод № 40             |
| 2013 | Arirang TV | After School Club                    | Все                  | Гость, эпизод № 8 и 35         |
| 2013 | KBS2       | Global Request Show — A Song For You | Все                  | Гость, эпизод № 6 с BTOB       |
| 2014 | Arirang TV | After School Club                    | Все, кроме Кен       | Гость, эпизод № 111            |
| 2014 | MBC Every1 | Hitmaker                             | N и Хёк              | Участники                      |
| 2014 | MBC Every1 | Weekly Idol                          | Все                  | Гость, эпизод № 170            |
| 2014 | KBS2       | Global Request Show — A Song For You | Все                  | Гость, сезон № 3, эпизод № 18  |
| 2015 | Arirang TV | After School Club                    | VIXX LR (Лео и Рави) | Гость, эпизод № 174            |
| 2015 | MBC Every1 | Weekly Idol                          | Все, кроме Хонбина   | Гость, эпизод № 227            |
| 2015 | MBC Every1 | Hitmaker (Season 2)                  | N и Хёк              | Участники                      |
| 2015 | KBS2       | Global Request Show — A Song For You | VIXX LR (Лео и Рави) | Гость, эпизод № 10 (сезон № 4) |
| 2016 | JSTV       | Heroes of Remix                      | Все                  | Участники (китайское шоу)      |
| 2016 | Arirang TV | After School Club                    | Все                  | Гость, эпизод № 209 и 226      |

Сноски
1. N, Лео и Рави приняли участие в корейской версии музыкального видеоклипа Браена Джу «Let This Die», Хонбин же снялся в английской версии клипа.
2. N и Хек были первой проектной группы Джон Хён Дона и Defconn, Биг Бёна, наряду с Джексоном из Got7 и Сонджэ из BtoB как часть Hitmaker канала MBC Every 1.